# Richmond Lamptey
Richmond Nii Lamptey (ur. 18 marca 1997 w Akrze) – ghański piłkarz grający na pozycji środkowego pomocnika. Od 2021 jest zawodnikiem klubu Asante Kotoko SC.

## Kariera klubowa
Swoją karierę piłkarską Lamptey rozpoczął w klubie West African Football Academy. W sezonie 2015 zadebiutował w jego barwach w pierwszej lidze ghańskiej. W sezonie 2017 wywalczył z nim wicemistrzostwo Ghany. W 2018 roku przeszedł do International Allies FC. W sezonie 2081/2019 był z niego wypożyczony do libańskiego klubu Salam Zgharta FC. W 2021 został zawodnikiem Asante Kotoko SC. W sezonie 2021/2022 wywalczył z nim mistrzostwo Ghany.
| Sezon   | Klub                          | Kraj  | Rozgrywki      | Mecze | Bramki |
| ------- | ----------------------------- | ----- | -------------- | ----- | ------ |
| 2015    | West African Football Academy | Ghana | Premier League | ?     | ?      |
| 2016    | West African Football Academy | Ghana | Premier League | 20    | 3      |
| 2017    | West African Football Academy | Ghana | Premier League | 26    | 1      |
| 2018    | International Allies FC       | Ghana | Premier League | 13    | 1      |
| 2018/19 | Salam Zgharta FC              | Liban | Premier League | 8     | 0      |
| 2019/20 | International Allies FC       | Ghana | Premier League | 7     | 0      |
| 2020/21 | International Allies FC       | Ghana | Premier League | 30    | 3      |
| 2021/22 | Asante Kotoko SC              | Ghana | Premier League | 24    | 3      |
| 2022/23 | Asante Kotoko SC              | Ghana | Premier League | 27    | 1      |

## Kariera reprezentacyjna
W reprezentacji Ghany Lamptey zadebiutował 20 sierpnia 2017 w przegranym 1:2 meczu Mistrzostw Narodów Afryki 2018 z Burkiną Faso, rozegranym w Kumasi. W 2024 roku powołano go do kadry na Puchar Narodów Afryki 2023. Nie rozegrał w nim żadnego meczu.